# Henri Eberhardt
Henri Eberhardt (Riedisheim, Alto Reno, 27 de novembro de 1913 — Beaune, Côte-d'Or, 4 de julho de 1976) foi um canoísta francês especialista em provas de velocidade.

## Carreira
Foi vencedor da medalha de prata em K-1 flexível 10000 m em Berlim 1936.
Foi vencedor da medalha de bronze em K-1 1000 m em Londres 1948.